# Valdelosa
Valdelosa ist eine kleine westspanische Gemeinde (municipio) in der Provinz Salamanca in der Autonomen Gemeinschaft Kastilien-León. 2024 hatte die Gemeinde 404 Einwohner. Neben dem Hauptort Valdelosa besteht die Gemeinde aus der Ortschaft Valencia de la Encomienda und der Wüstung La Izcalina.

## Geographie
Valdelosa befindet sich etwa 21 Kilometer nordnordwestlich vom Stadtzentrum der Provinzhauptstadt Salamanca in einer Höhe von 840 m. 

## Bevölkerungsentwicklung
| Jahr      | 1900 | 1920 | 1950 | 1970 | 1981 | 1991 | 2001 | 2011 | 2021 |
| Einwohner | 980  | 895  | 1023 | 654  | 579  | 485  | 517  | 501  | 404  |

## Sehenswürdigkeiten
- Sebastianuskirche (Iglesia de San Sebastián)
- Rathaus

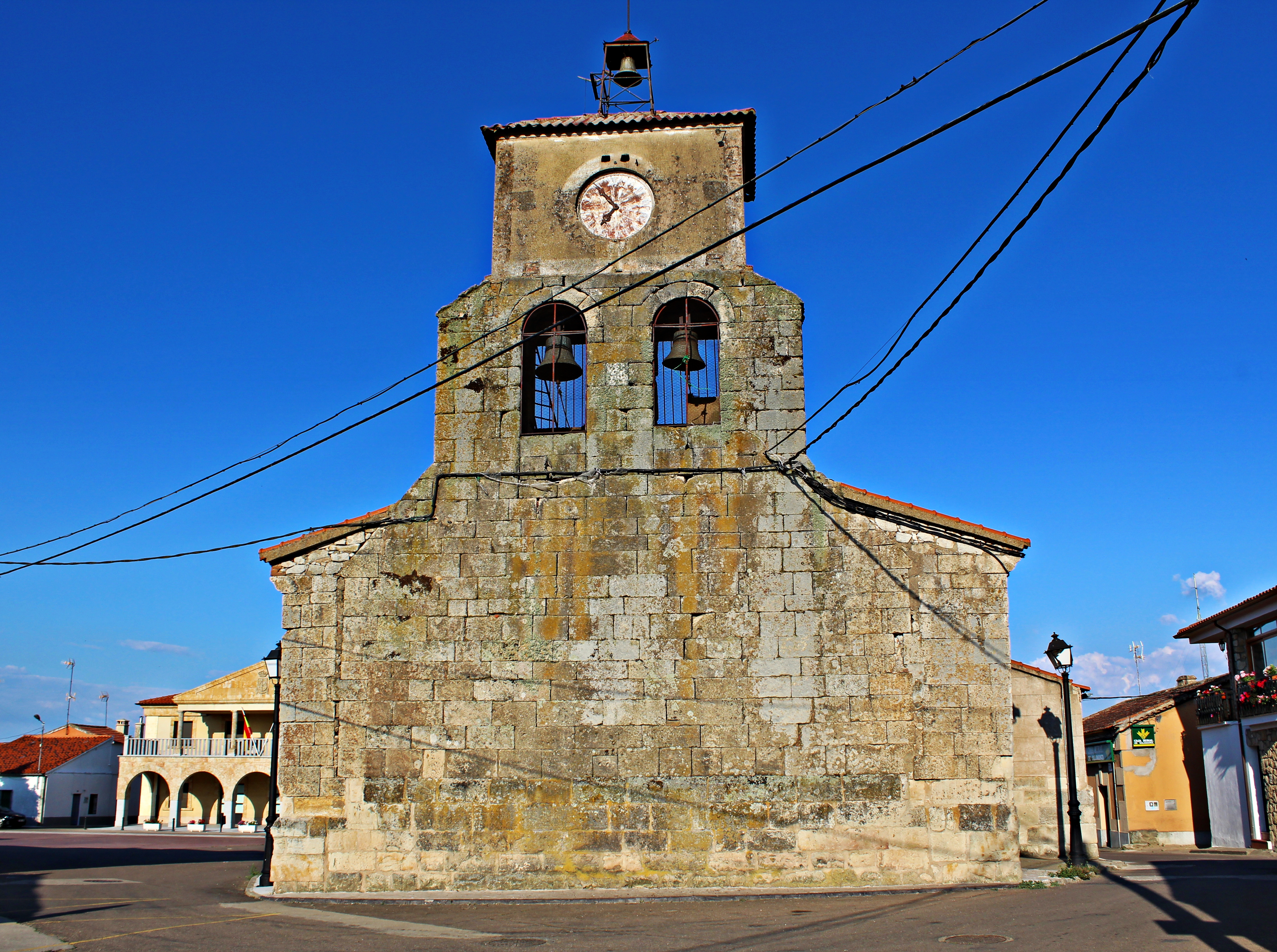
Sebastianuskirche
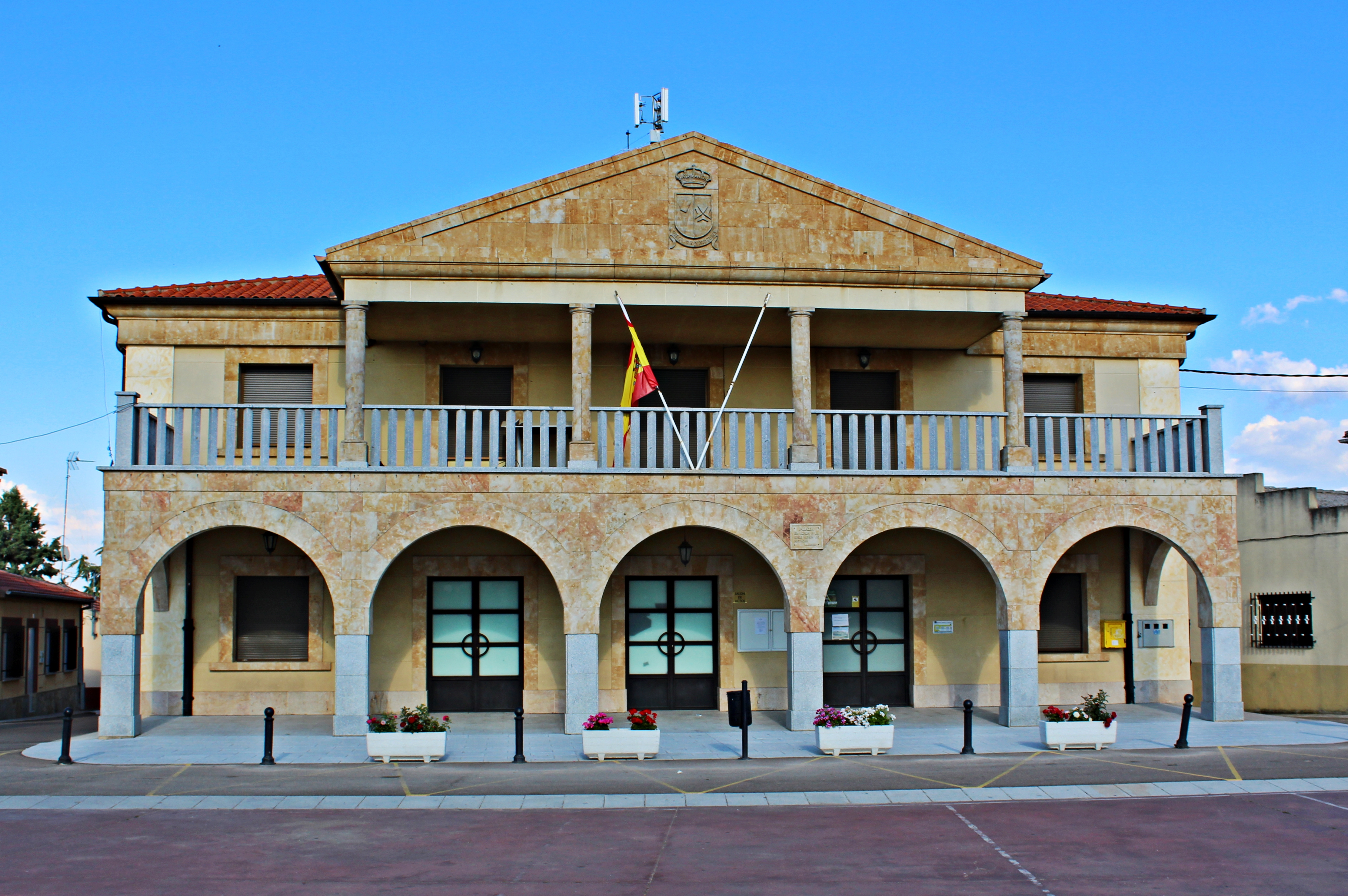
Rathaus